# Gulbenes novads
Gulbenes novads is een gemeente in Vidzeme in het midden van Letland. 
De gemeente ontstond in 2009 na een herindeling waarbij de stad Gulbene en de landelijke gemeenten Beļava, Dauksti, Druviena, Galgauska, Jaungulbene, Lejasciems, Litene, Lizums, Līgo, Ranka, Stāmeriena, Stradi en Tirza werden samengevoegd.
Het grondgebied van de gemeente Gulbenes novads valt samen met dat van het eerdere district Gulbene (Gulbenes rajons, 1949-2009).

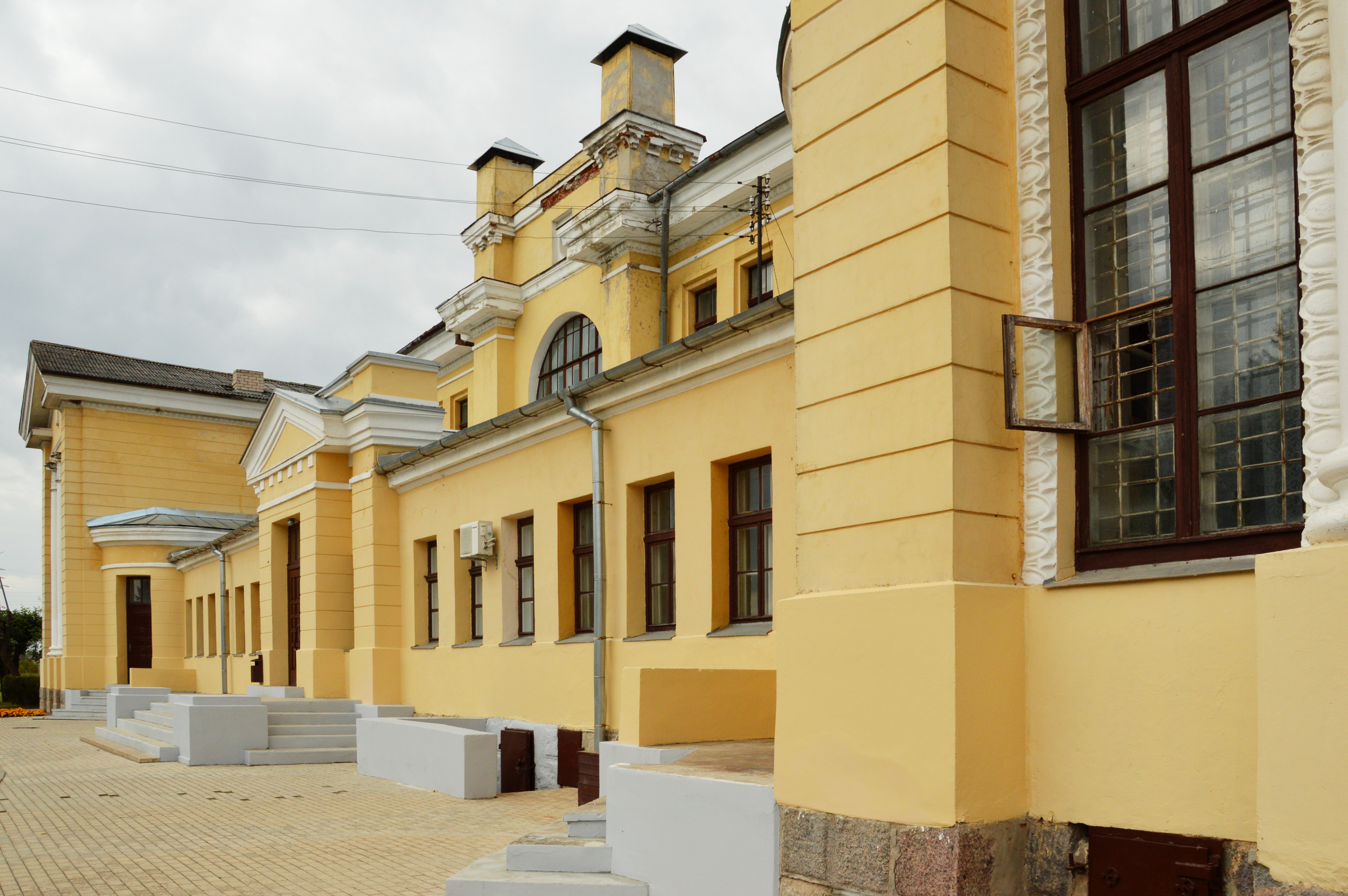
Gulbene
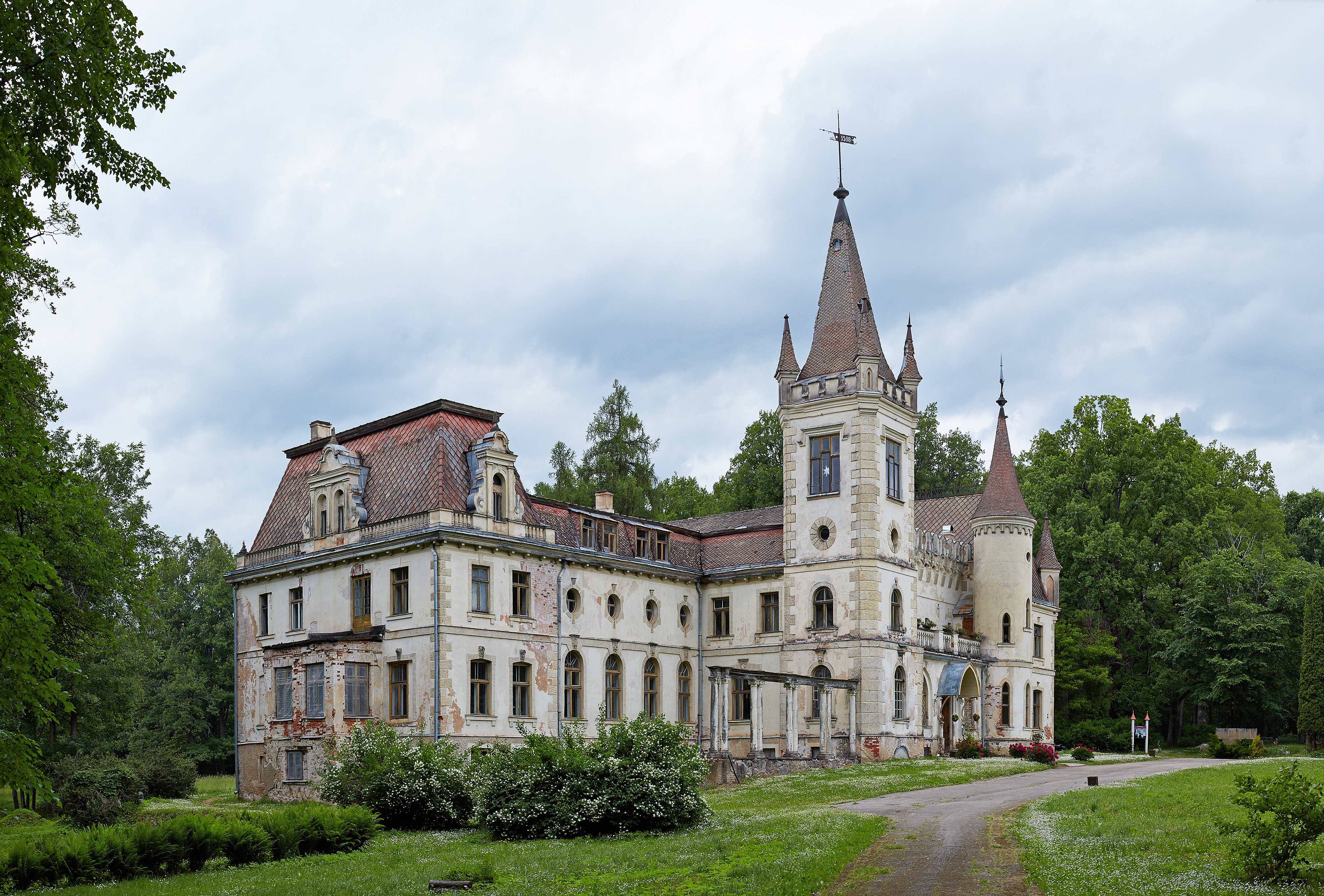
Stāmeriena
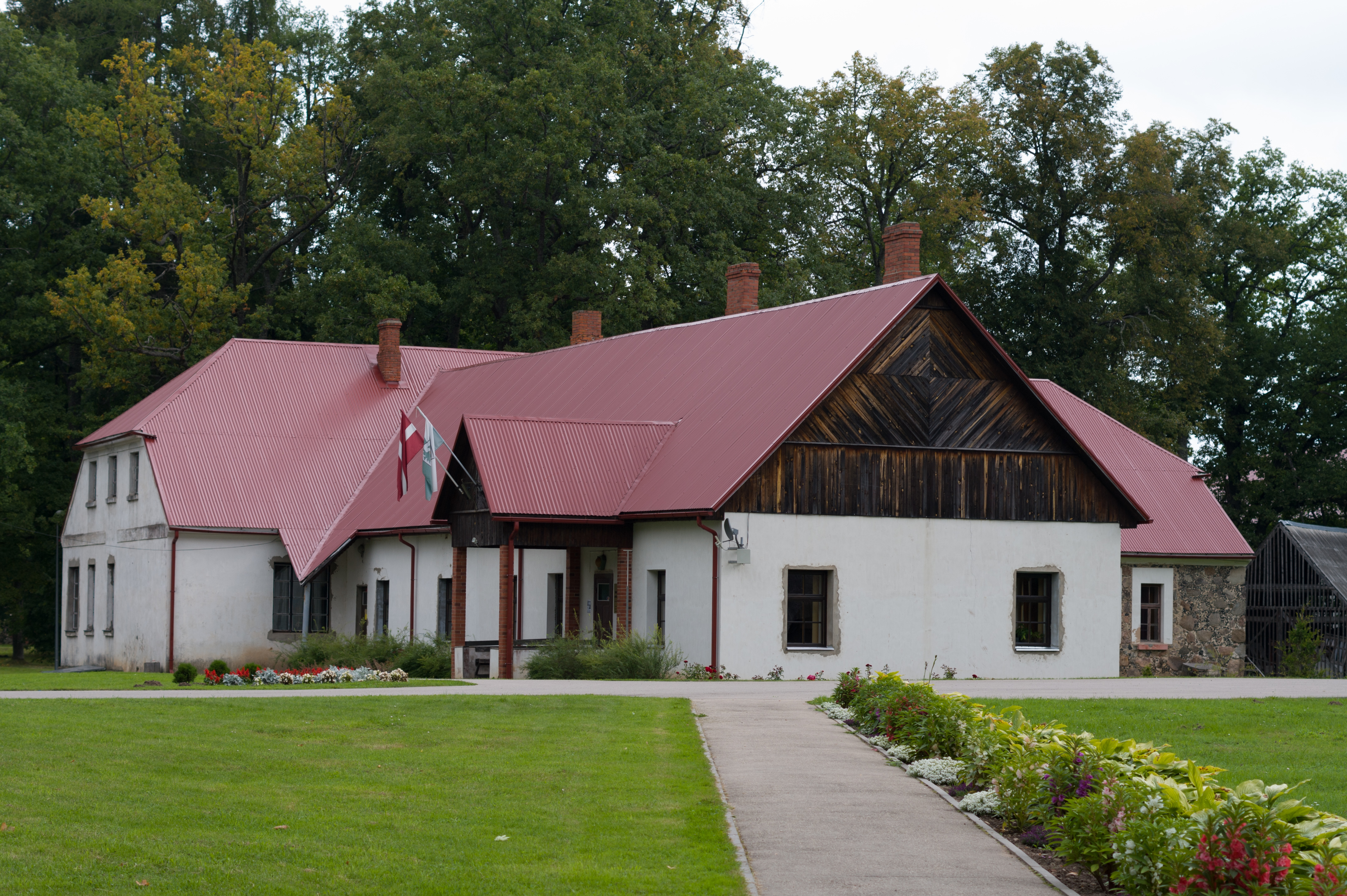
Litene
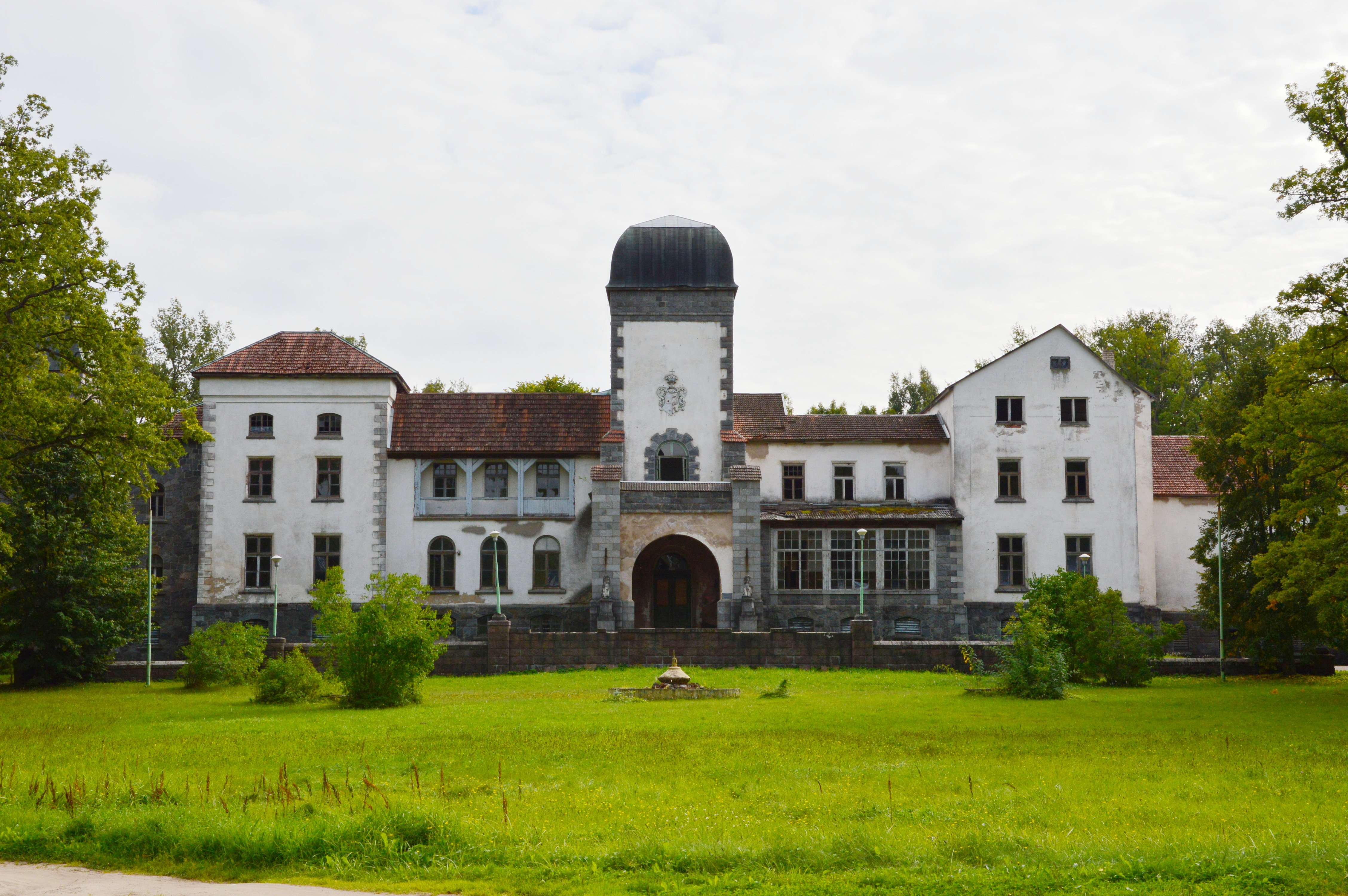
Jaungulbene

Nationale steden (valstspilsētas):

Daugavpils  · Jelgava · Jūrmala · Liepāja · Rēzekne · Riga · Ventspils

Gemeenten (novadi):

Ādažu novads
· Aizkraukles novads
· Alūksnes novads
· Augšdaugavas novads
· Balvu novads
· Bauskas novads
· Cēsu novads
· Dienvidkurzemes novads
· Dobeles novads
· Gulbenes novads
· Jelgavas novads
· Jēkabpils novads
· Krāslavas novads
· Kuldīgas novads
· Ķekavas novads
· Limbažu novads
· Līvānu novads
· Ludzas novads
· Madonas novads
· Mārupes novads
· Ogres novads 
· Olaines novads
· Preiļu novads
· Rēzeknes novads 
· Ropažu novads
· Salaspils novads
· Saldus novads
· Saulkrastu novads
· Siguldas novads
· Smiltenes novads
· Talsu novads
· Tukuma novads
· Valkas novads
· Valmieras novads
· Varakļānu novads
· Ventspils novads 